# Manu Sareen
Manu Sareen (født 16. maj 1967 i Punjab, Indien) er en dansk forfatter, foredragsholder og tidligere politiker. Tidligere var han minister for børn, ligestilling, integration og sociale forhold og minister for ligestilling og kirke og minister for nordisk samarbejde. Tidligere har han været statsrevisor og gruppeformand og dermed politisk leder for Det Radikale Venstre i Københavns Borgerrepræsentation. Han skiftede 20. marts 2016 til partiet Alternativet, som første gang stillede op til et folketingsvalg i 2015, og meldte sig ud af partiet igen i august 2018. Sareen var mellem 2022 og 2024 landsformand for ADHD-foreningen. Sareen er desuden forfatter til flere bøger og har haft egen virksomhed.

## Baggrund
Manu Sareen er opvokset på Amager, hvor familien flyttede til fra Indien i 1971. Hans lillesøster, Sabeena Sareen, er også politiker og har været opstillet for Liberal Alliance. Manu Sareen er uddannet socialpædagog og konfliktmægler; han var fra 1997 ansat i Døgnkontakten/Etnisk konsulent-team og var fra 1999 tilknyttet Københavns Kommune som etnisk konsulent. Sareen beskæftigede sig med blandt andet tvangsægteskaber. Han opsagde sin stilling efter at have modtaget dødstrusler i oktober 2006.
Sareen er foredragsholder og underviser, ligesom han har skrevet flere bøger, blandt andet en bog om tvangsægteskaber.
Sareen overvejede at udmelde sig af Folkekirken og var på vej til at melde sig ud, da han mødte Søren Pind, der talte Sareen fra det.

### Ægteskaber
Fra 1996 til 2013 var han gift med sundhedsplejerske Anya Degn Sareen, med hvem han har tre børn. Siden 2016 har han været gift med psykolog Solveig Wandall, med hvem han har et barn.
Sareen annoncerede i marts 2020 at parret er blevet skilt. 

## Politisk virke
Manu Sareen blev valgt til Københavns Borgerrepræsentation i 2002 og var fra 2006 gruppeformand for Det Radikale Venstre i borgerrepræsentationen. Ved folketingsvalget 2005 var han kandidat i Vesterbrokredsen og fik næstflest stemmer i Vestre Storkreds. Han var således 1. suppleant for folketingsmedlem Lone Dybkjær. I 2011 blev han valgt til Folketinget for Nørrebrokredsen.
Manu Sareen har været nomineret til årets politiker i 2003, 2006 og 2007 af Landsforeningen for Bøsser og Lesbiske.
Ved Kommunalvalget 2009 stillede Sareen op i Københavns Kommune og fik langt flere stemmer end spidskandidaten Klaus Bondam. Sareen afslog på det tidspunkt en borgmesterpost, da det krævede støtte fra Dansk Folkeparti.
I perioden 3. oktober 2011 - 28. juni 2015 var han udnævnt til den første mandlige minister for ligestilling. Han blev dermed den første danske minister med en ikke-europæisk baggrund.
Som kirkeminister markerede Sareen sig med de såkaldte "homovielser" (vielse i kirke af homoseksuelle) og kirkelukninger. Som ligestillingsminister markerede han sig i debatten om kvindekvoter.
Ved Folketingsvalget 2015 blev Sareen slået af Ida Auken i Københavns Storkreds.
Manu Sareen forlod dansk politik efter folketingsvalget juni 2015, hvor han ikke blev genvalgt, men den 3. februar 2016 trådte han igen ind i politik og blev opstillet for De Radikale på Nørrebro i København.
Den 20. marts 2016 skiftede Manu Sareen parti til fordel for Alternativet, men han forlod partiet igen i august 2018 med den begrundelse, at fra det kommende årsskifte skulle arbejde tæt sammen med et større dansk mediehus og derfor ønskede at "starte uden politiske bånd".
I marts 2021 forlød det at Sareen i januar 2020 havde meldt sig ind i Socialdemokratiet og ville stille op til kommunalvalget i Frederiksberg Kommune. Han meldte sig ud af Socialdemokratiet i 2022.

## Forfatterskab
I 2003 debuterede Sareen som børnebogsforfatter, og i 2007 udgav han den anden bog i serien om Iqbal Farooq. Siden er det blevet til en række bøger i denne serie.
I 2010 begyndte han med frie gendigtninger af H.C. Andersen-eventyr: Hvad fætter gør er altid det rigtige (2010) og Klods-Hassan (2011) baseret på henholdsvis Hvad fatter gør er altid det rigtige og Klods-Hans. Ved udgivelsen af Iqbal Farooq på Bornholm (2012) blev Sareen kritiseret for at opildne til had mod tyskere og for at hænge en navngiven politikerkollega ud. Serien har dannet baggrund for filmene Iqbal & den hemmelige opskrift (2015), Iqbal og superchippen (2016) og Iqbal & Den Indiske Juvel (2018).
I 2018 androg hans indtægt fra bibliotekspengene kr. 247.937,34.
I 2008 udsendte Sareen kogebogen Vores indiske køkken sammen med Divya Das, og i 2015 udkom den omdiskuterede selvbiografi Manu, skrevet sammen med journalisten Niels Ditlev. Bogen medførte stor debat og flere beklagelser fra Sareens side.
I maj 2021 udkom bogen Hører du overhovedet efter?!, som er Manu Sareens fortælling om at blive diagnosticeret med ADHD som voksen.

### Priser
- 2007 BMF's børnebogspris for Iqbal Farooq og kronjuvelerne
- 2010 Danmarks Skolebibliotekarers børnebogspris
- 2015 Læringscentrenes Forfatterpris for Iqbal Farooq (bogserie) og Mohammed (bogserie)

## Tv- radiovært
Manu Sareen fik i 2019 sit eget radio program på P1 "Manus Manege" som blev sendt hver onsdag kl. 10 i et år. 
Manu Sareen har været tilknyttet som tv-vært på programrækken "Mænd og kvinder er fra jorden" under den Lars Seier Christensen-ejede SpeakerBee medievirksomhed.
Her har han blandt andet interviewet Christine Feldthaus.